# Косон (Канвондо)
Косо́н (кор. 고성군?, 高城郡?, Goseong-gun) — уезд в провинции Канвондо, Южная Корея.

## История
Дата основания уезда — 1894 год. Тогда на месте современного Косона располагалось два уезда — Косон и Кансон. В 1895 году эта территория вошла в состав района Каннын (Каннынбу), однако уже через короткое время уезды Косон и Кансон были снова восстановлены. В 1896 году Косон вошёл в состав Кансона, однако в 1919 году Кансон был переименован в Косон. После разделения Кореи уезд остался у КНДР, однако в результате Корейской войны в 1953 году перешёл в состав Южной Кореи. В 1963 году в состав Косона вошли районы Чугванмён и Тосонмён от уезда Янъян.

## География
Уезд расположен в северной части провинции Канвондо и является самой восточной точкой Южной Кореи. 46 % территории уезда принадлежит военным ввиду соседства Демилитаризованной зоны. Ландшафт преимущественно горный — Косон расположен между горами Кымгансан и Сораксан.

## Административное деление
Косон административно делится на 2 ып и 4 мён:
| Название  | Хангыль | Площадь, км² | Население, чел | Внутреннее деление |
| --------- | ------- | ------------ | -------------- | ------------------ |
| Кансонып  | 간성읍  | 180,19       | 7 425          | 17 ри              |
| Коджинып  | 거진읍  | 76,75        | 8 062          | 17 ри              |
| Судонмён  | 수동면  | 144,09       | 0              | 8 ри               |
| Тхосонмён | 토성면  | 120,47       | 7 778          | 17 ри              |
| Хённэмён  | 현내면  | 92,72        | 3 348          | 10 ри              |
| Чугванмён | 죽왕면  | 50,06        | 4 424          | 12 ри              |

## Культура
- Галерея искусств Чинбурён. Здесь представлены работы в основном современных южнокорейских скульпторов и художников. Большая экспозиция керамики.[3]
- Музей гор Кымгансан — крупный музей, в котором собрано около 1800 образцов, из них более 500 метеоритов и метеоритных осколков, а также более 1400 окаменелостей, в основном эпох палеозоя и кайнозоя.[4]
- Фестиваль Хэмаджи — проводится 1 января каждого года, представляет собой праздник встречи рассвета. Посетители фестиваля встречают солнце раньше всех в стране.[5]
- Фестиваль Сусон — проходит ежегодно 22 и 23 сентября. Сусон — название одной из деревень, находившихся на месте современного Косона. Во время фестиваля проходят выступления фольклорных коллективов, театрализованные шествия, спортивные состязания и литературные конкурсы.[6]

## Туризм и достопримечательности
- Обсерватория Объединения — расположена высоко в горах. С помощью мощных оптических систем обсерватории посетители могут наблюдать за жизнью в КНДР.[7]
- Храм Конбонса — буддистский храм, построенный в VI веке. Являлся одним из крупнейших из самых известных храмов Кореи того периода. Являлся ставкой движения сопротивления против японских войск во время Имджинской войны. На территории храма находится множество построек, охраняемых государством. В частности, ворота Пуримун, построенные в 1902 году, входят в список культурного наследия провинции Канвондо под номером 35.[8]
- Храм Хваамса — буддистский храм, построенный в VIII веке в эпоху государства Силла. В окрестностях храма проходит ежегодный международный марафон с сокращённой дистанцией.[9]
- Озеро Хваджинпохо — крупное озеро с девственной природой. Является местом миграции многих видов перелётных птиц. Входит в Список памятников природы Южной Кореи под номером 201.[10]
- Озеро Сонджихо — небольшое озеро с длиной береговой линии около 4 км. Берега озера покрыты древним сосновым лесом. Особенностью озера является то, что обычно вода в нём пресная, однако оно так близко находится к морю, что во время штормов или сезона дождей озеро становится морским заливом, поэтому здесь уживаются как пресноводные так и морские виды рыб.[11]

## Символы
Как и все остальные города и уезды Южной Кореи, Косон имеет ряд символов:
- Дерево: гингко
- Цветок: шиповник
- Птица: чайка

## Города-побратимы
Косон имеет ряд городов-побратимов:
- Цзиси (провинция Хэйлунцзян), Китай — с 2001.
- Ёдоэ (префектура Тоттори), Япония — с 2001. В 2005 году Ёдоэ был включён в состав города Ёнаго.